# Lethocerus patruelis
Lethocerus patruelisは、半翅目コオイムシ科タガメ亜科タイワンタガメ属に属する水生昆虫の一種である。

## 形態
外見はタイワンタガメと酷似する。メスの体長は約7~8cm、オスの体長は約6~7cm。

## 生息地
ヨーロッパ南東部からバルカン半島の南、小アジア、パキスタン、インド、そしてミャンマーに至るまでの広い範囲に生息している。これは、タイワンタガメの生息地とはほとんど重ならない。
また、最近の気候変動により、バルカン半島の領土における本種の北への分布拡大が注目されている。